# Sorbara (Asola)
Sorbara è una frazione del comune di Asola, in provincia di Mantova.
In questa zona negli ultimi anni è venuta alla luce una necropoli dell'Età del bronzo.
Nel palazzo di famiglia, il 22 marzo 1775, nacque il conte Paolo Tosio, che divenne un importante collezionista d'arte. La nobile famiglia si stabilì a Brescia ma soggiornò spesso in campagna nella casa di famiglia. Il 12 marzo 1832 il conte decise di donare il suo palazzo (restaurato nel 2009), la chiesa e la piazzetta antistante del borgo ai cittadini di Sorbara.